# Варта (футбольный клуб)
«Ва́рта» (пол. Klub Sportowy «Warta» Poznań) — польский футбольный клуб из города Познань. До сезона 2023/24 выступала в высшей лиге чемпионата Польши — Экстраклассе.

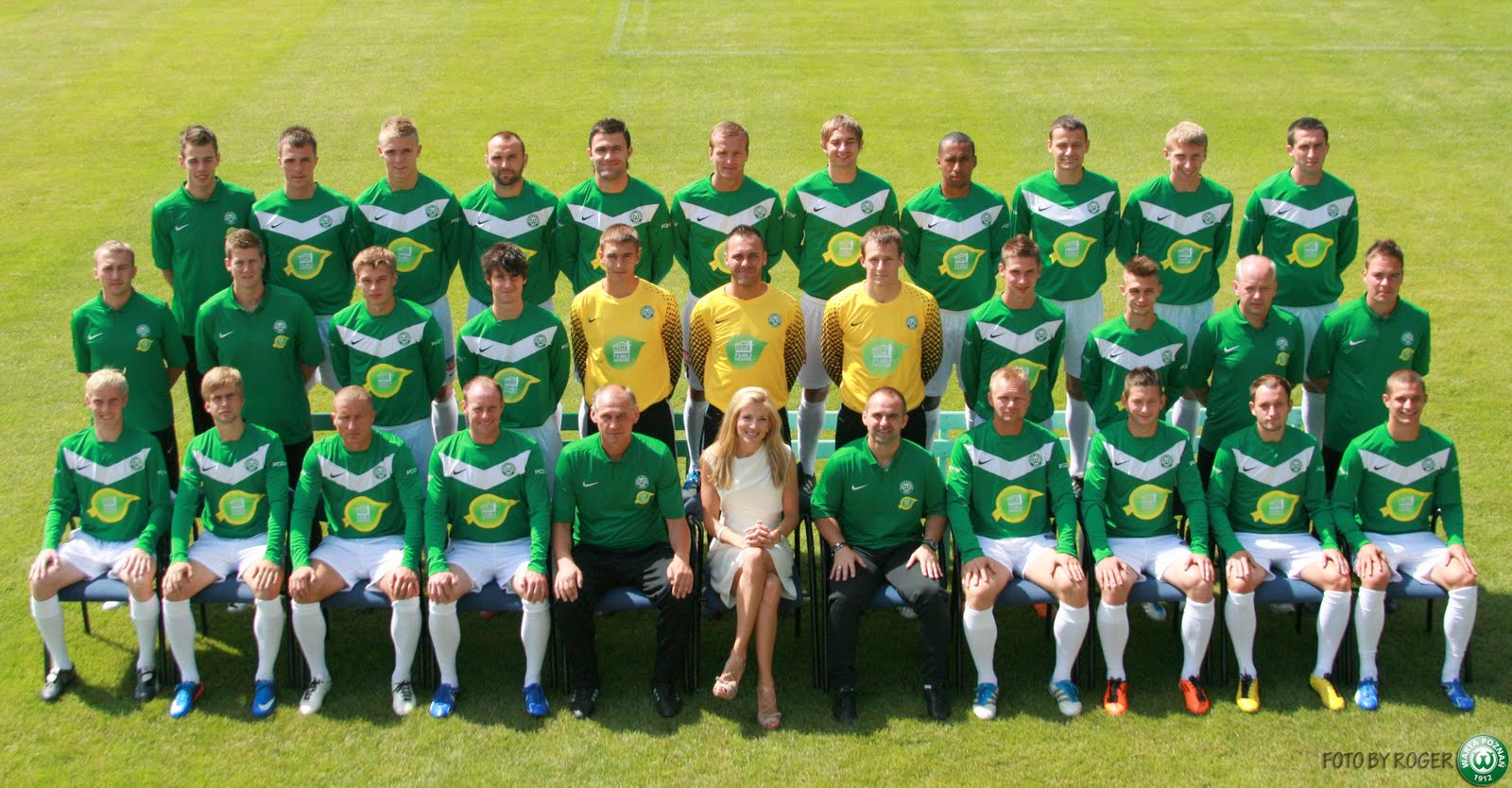
Варта 2011

Команда основана 15 июня 1912 года. Названа в честь одноимённой реки, протекающей через Познань. Домашние матчи клуб проводит на стадионе «Дольна Вильда», вмещающем 20 000 зрителей.

## Достижения
- Чемпион Польши — 1929, 1947
- Серебряный призёр чемпионата Польши — 1922, 1925, 1928, 1938, 1946
- Бронзовый призёр — 1921, 1923, 1926, 1927, 1932, 1935, 1936